# Konstantin Kozeïev
Konstantin Mirovitch Kozeïev (en russe : Константин Мирович Козеев) est un cosmonaute russe, né le 1er décembre 1967 à Kaliningrad (aujourd'hui Korolev), dans la RSFS de Russie, en Union soviétique.

## Vols réalisés
Il réalise un unique vol en tant qu'ingénieur de vol, le 21 octobre 2001, à bord du vol Soyouz TM-33, en direction de la Station spatiale internationale. Il revient sur Terre le 31 octobre 2001, à bord de Soyouz TM-32.